# Рафиња (фудбалер, 1985)
Марсио Рафаел Фереира де Соуза (порт. Márcio Rafael Ferreira de Souza; 7. септембар 1985), познатији као Рафиња (порт. Rafinha), професионални је бразилски фудбалер који игра на позицији десног бека и тренутно наступа за Олимпијакос и репрезентацију Бразила.

## Успеси

### Клупски
Бајерн Минхен
- Бундеслига: 2012/13, 2013/14, 2014/15, 2015/16, 2016/17, 2017/18, 2018/19.
- Куп Немачке: 2012/13, 2013/14, 2015/16, 2018/19.
- Суперкуп Немачке: 2012, 2016, 2017, 2018.
- УЕФА Лига шампиона: 2012/13.
- УЕФА суперкуп: 2013.
- Светско клупско првенство: 2013.

Фламенго
- Серија А Бразила: 2019.
- Копа либертадорес: 2019.
- Суперкуп Бразила: 2020.
- Рекопа судамерикана: 2020.
- Шампионат Кариока: 2020.